# 제26회 부산국제단편영화제
제26회 부산국제단편영화제는 2009년 5월 13일에 열린 시상식이다.

## 수상 및 후보

### 최우수작품상(국제경쟁)
- 습도 0% - 류근환 수상

### 감독상(교보생명상)
- 우공이산 - 조안나 바스케스 아롱 수상

### 관객상(한국경쟁)
- 유쾌한 도우미 - 구혜선 수상

### 촬영상(후지필름상)
- 외출 - 서재경 수상

### 파크랜드상
- 토굴속의 아이 - 박은영 수상

### 민송익스트림숏상
- 나 그런 애 아니에요 - 배지윤 수상

### 그린컨환경상
- 옷 젖는 건 괜찮아 - 이우정 수상

### 초청작
- 신만이 아신다 - 마크 V. 리예스
- 꼬마 안동 - 롬멜 톨렌티노
- 도블 비스타 - Nisha Alicer
- 맨션 - 조엘 루이즈
- 더 잡 - 조나단 브라우닝
- 핸드 쉐이크 - 패트릭 스미스
- 인형 - 패트릭 스미스
- 오이 노 에스토이 - 구스타보 타레토
- 공장을 나서는 여성 노동자들 - 호세 루이스 토레스 레이바
- 항해 교육 - Christian Laurence
- 핀쿠스 - Ari Carretero
- 미리어드 하버 - Fluorescent Hill
- 숲 속의 맹인 - Javier Lourenco 외1명
- 죽음의 무도 - Pedro Pires
- 아사마라 - Jon Garaño 외1명
- 자화상 - Javi Alonso 외1명
- 베르바오크 - 부크 예브레모비츠 외1명
- 코튼 캔디
- 온 더 라인 - Jon GaraÑo
- 렌트 타임 - David González Rudiez
- 커튼 뒤에서 - Gregorio Muro 외1명
- 탄생? - Clement Martin
- 코미디는 끝났다 - Jean-Julien Collette 외1명
- 두 마리의 새 - 루나 루나손
- 쿠바가족의 기억들 - 얀 베가
- 시계에 대항해 - 미카엘 르 뫼르
- 세편의 사이몬의 고양이 - Simon Tofield
- 프리티 어글리 - 마리 브레다
- 화요일 아침 - Miko Bellocq
- 더 챔피언 - Rui Avelans Coelho
- 도시의 모험 - Jocelyne Riviere
- 댄스 인 투 액션 - Henry Reichhold
- 빌 - Marc Alapont
- S.Hamaliuk - Laura Cuello
- 에스키모 - Alexandre Louvenaz

### 극영화부문
- 바나나는 맛있다 - 김초롱
- 나 번개 맞았어 - 데이비드 H. 김
- 기술직 공무원을 만나다 - 정동락
- 느낌이 좋아 - 임경희
- 소년, 소년을 만나다 - 김조광수
- 수퍼 살롱 미장원 - 정민규
- 아들의 여자 - 홍성훈
- 유쾌한 도우미 - 구혜선
- 하이브리드 - 김새노
- 21:00 - Ramil de Jesus
- 어디가 어디있었어 - 선환영
- 외출 - 서재경
- 파리의 멋진 인생 - 박성미
- Delicious - Cara Yuan
- Going Up - Clyde cheng huim
- 그의 이름은 트레버 - 김석환
- No mercy - Youchiro- Yoshida
- 가면 - 허승범
- 거울공주 - 허찬
- 고백의 고전 - 엄대용
- 고요한 밤 - 이승주
- 그 날 - 조재형
- 그들도 우리처럼 - 함정식
- 너의 출임 - 이은천
- 달려라 태권소녀 - 김수정
- 더 밴드 - 태소정
- 도시화 - 최정민
- 백발소년의 사춘기 - 이재우
- 보습학원 - 이영재
- 성묘가는 길 - 김진욱
- 세발자전거 - 이정휘
- 소화불량 - 박정규
- 습도 0% - 류근환
- 시합 - 이걸기
- 아비정전 - 이완수
- 에드워드 양을 추억하며 - 박준영
- 에필로그 - 오건영
- 옷 젖는 건 괜찮아 - 이우정
- 우리학교 대표 - 박상준
- 이별의 능력 - 유후용
- 이분의 일 - 신승환
- 인도에서 온 알리 - 장재현
- 짱깨 - 강원
- 청춘예찬 - 박인희
- 출퇴근 오디세이 - 권수인
- 충치 - 이상훈
- 평범한 지성인들 - 김진욱
- 하얀 민들레 - 고경아
- 헬로 - 김주환
- 스탠드 업 - 박상현

### 실험영화부문
- 가지 - 정훈미
- 사이렌-악몽A - 김아름
- 아무도 모른다 - 김형석
- 에너지플로우 - 김신성
- 주말 - 박준영
- Sang(Life) - Lee. Wanmin
- Way Back Into Purity Taipei - Chang Chih-Wei

### 애니메이션부문
- 흡혈 박쥐와 젖소 - 강영일 외1명
- 검은 무지개 - 정지숙
- 맷가이버 김 - 현창호
- 무명의 발레리나 - 양성준
- 스탑 - 박재욱
- 우측 통행 - 양선우
- 유리병 - 이윤희
- 종이 한 장 - 강민지
- 토굴속의 아이 - 박은영
- Birth - 박기완
- On The Way - Tang maohong

### 다큐멘터리부문
- 낯선 꿈들 - 김지곤
- 달동네에는 바다가 있다 - 한검주
- 명주바람 - 정지원
- 바보는 감기에 걸리지 않는다 - 김경만
- 외가 - 김형남
- 인터뷰, 꿈 - 김정완
- 철탑, 2008년 2월 25일 박현상씨 - 변해원
- 7 X 7 m² - 고석희 외4명
- 금지된 여행 - 오영필
- Destination Finale - Philip Widmann
- The Old Fool Who Moved The Mountains - Ann S. Watchakittikorn
- 리터니 - 마붑 알엄
- Wagah - 수프리요 센

### 익스트림숏부문
- 성장 - 이재석
- 죄를 묻다 - 김의석
- Short Poem - Tubomi Koukou
- GOOD MORNING - KANG-IL BU
- 나 그런 애 아니에요 - 배지윤
- 남자의 눈물 - 유우상
- 아버지의 아버지 - 황선숙
- 포옹 - 백주은
- 프레임 - 조용운